# Parmaturus pilosus
Espèce
Répartition géographique
Statut de conservation UICN

 DD  : Données insuffisantes
Parmaturus pilosus est une espèce de requins.